# Gertrud Eysoldt
Gertrud Eysoldt, pseudonimo di Gertrud Franziska Gabriele Eysoldt (Pirna, 30 novembre 1870 – Ohlstadt, 5 gennaio 1955), è stata un'attrice tedesca.

## Biografia

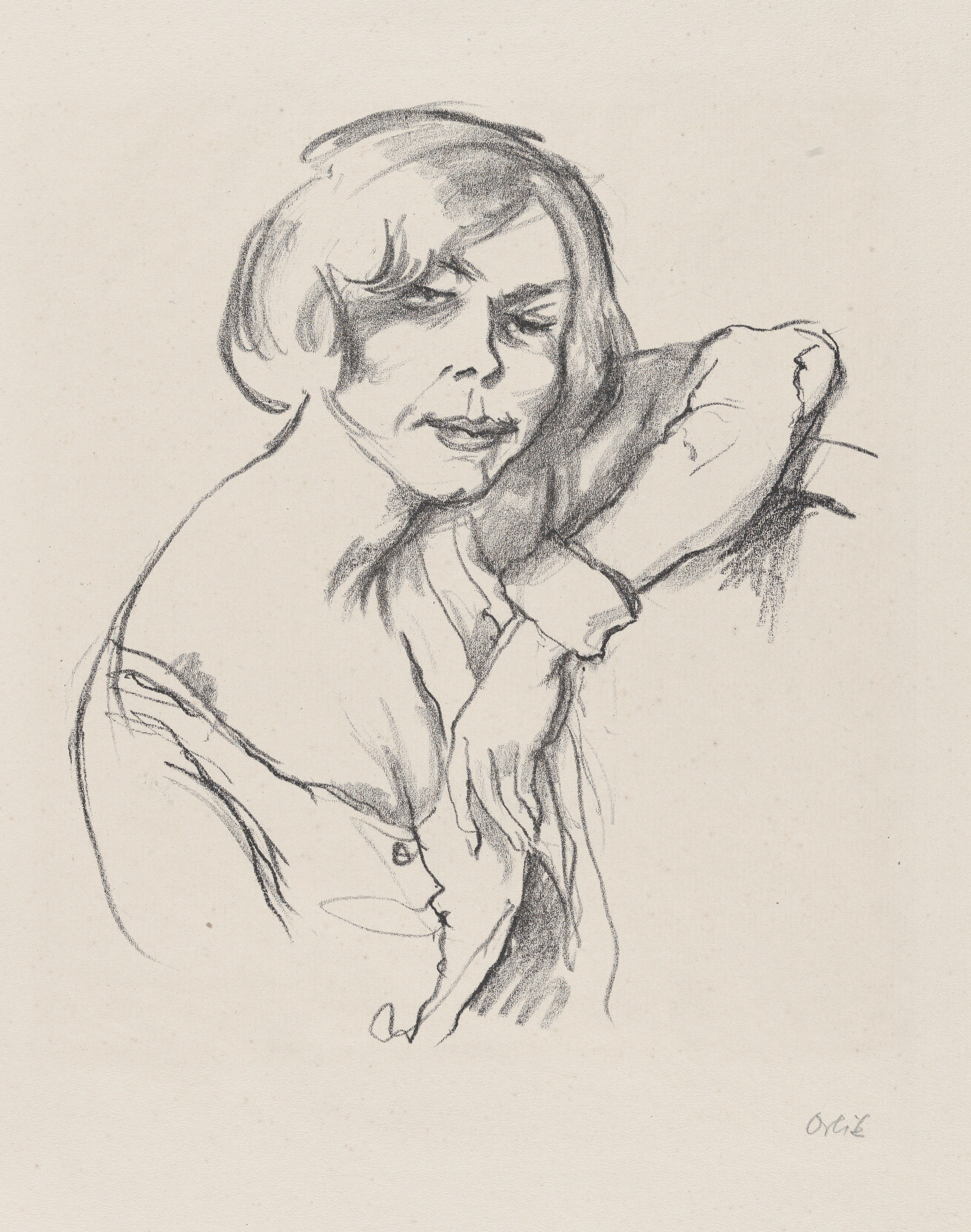
Gertrud Eysoldt come Lulu, 1919

Eysoldt era la figlia del membro del Reichstag Arthur Eysoldt e di sua moglie Bertha Wilhelmine Richter.
Gertrud Eysoldt studiò dal 1888 al 1889 alla Königlichen Musikschule a Monaco di Baviera, prima di esordire al teatro di corte di Monaco dal 1890 come apprendista nei suoi primi piccoli ruoli. In autunno si trasferì al famoso teatro di corte di Meiningen, che, con la sua pratica esecutiva realistica, era uno dei teatri più moderni della Germania.
Gertrud Eysoldt andò a Riga nel 1891 per un tour teatrale. Lì fu assunta nel teatro cittadino, il cui regista, Max Martersteig, divenne suo marito nel 1894. Nel 1893 si trasferì all'Hoftheater di Stoccarda, dove interpretò i primi ruoli principali in Hanneles Himmelfahrt di Gerhart Hauptmann e Nora di Henrik Ibsen.
Successivamente recitò in quasi tutti i teatri diretti da Max Reinhardt (1901-1933), insegnando poi recitazione alla scuola del Deutsches Theater di Berlino.
Alcune sue interpretazioni, come Lulu di Frank Wedekind, Elettra di Hugo von Hofmannsthal, Puck in Sogno di una notte di mezza estate di William Shakespeare, Salomè di Oscar Wilde, Signorina Giulia di August Strindberg sono rimaste famose per la loro inquieta ricerca intellettualistica, per la loro esasperata e drammatica sensibilità.

## Teatro
- Lulu di Frank Wedekind;
- Elettra di Hugo von Hofmannsthal;
- Sogno di una notte di mezza estate di William Shakespeare;
- Salomé di Oscar Wilde;
- Signorina Giulia di August Strindberg;

## Filmografia
- La favola di Cenerentola (Der verlorene Schuh), diretto da Ludwig Berger (1923);
- Die Dame mit der Maske, diretto da Wilhelm Thiele (1928).